# Parçay-Meslay
Parçay-Meslay è un comune francese di 2 336 abitanti situato nel dipartimento dell'Indre e Loira nella regione del Centro-Valle della Loira.

## Società

### Evoluzione demografica
Abitanti censiti